# Stadtmuseum Mutzschen

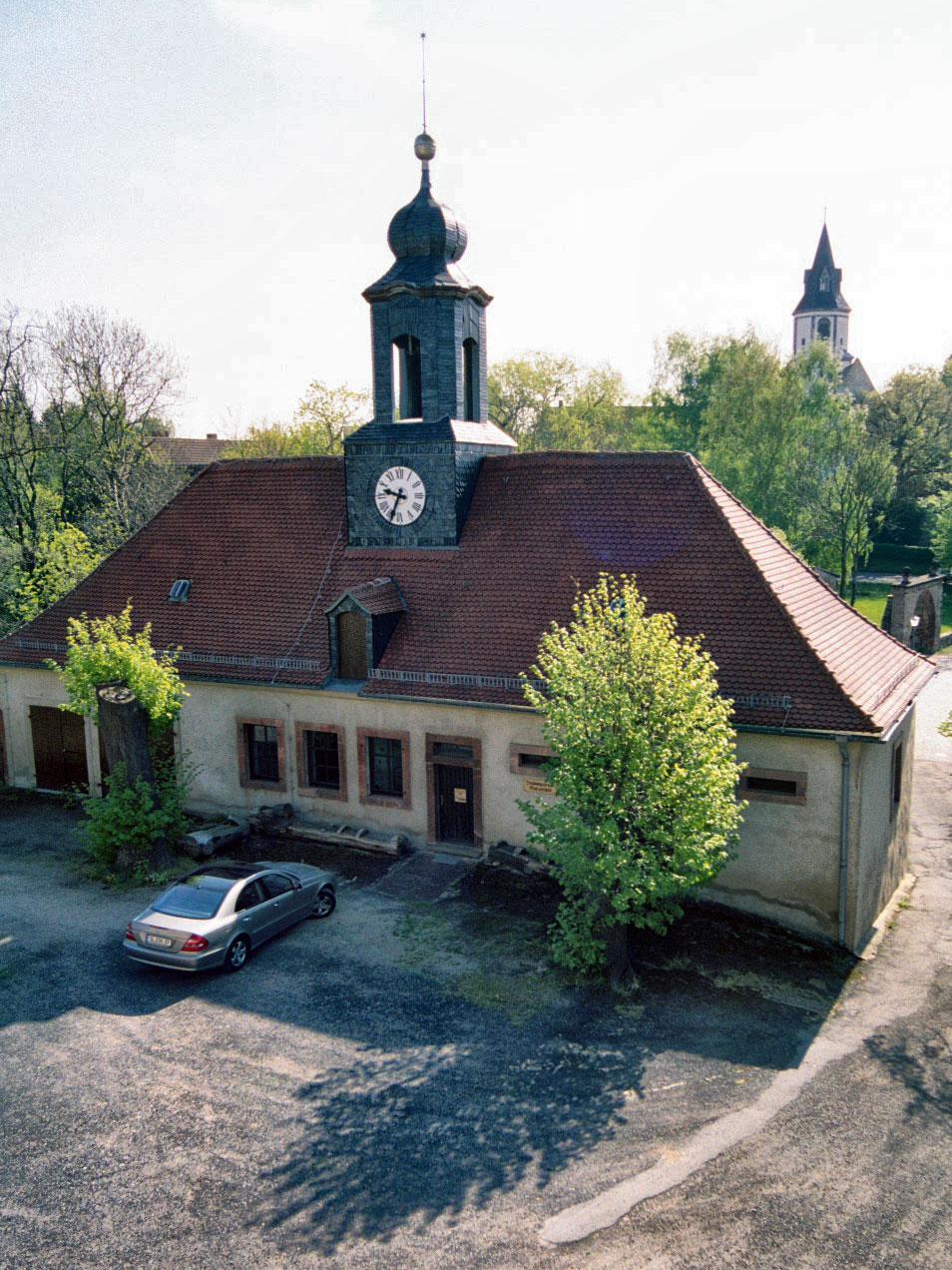
Stadtmuseum Mutzschen im Torwächterhaus Schloss Mutzschen

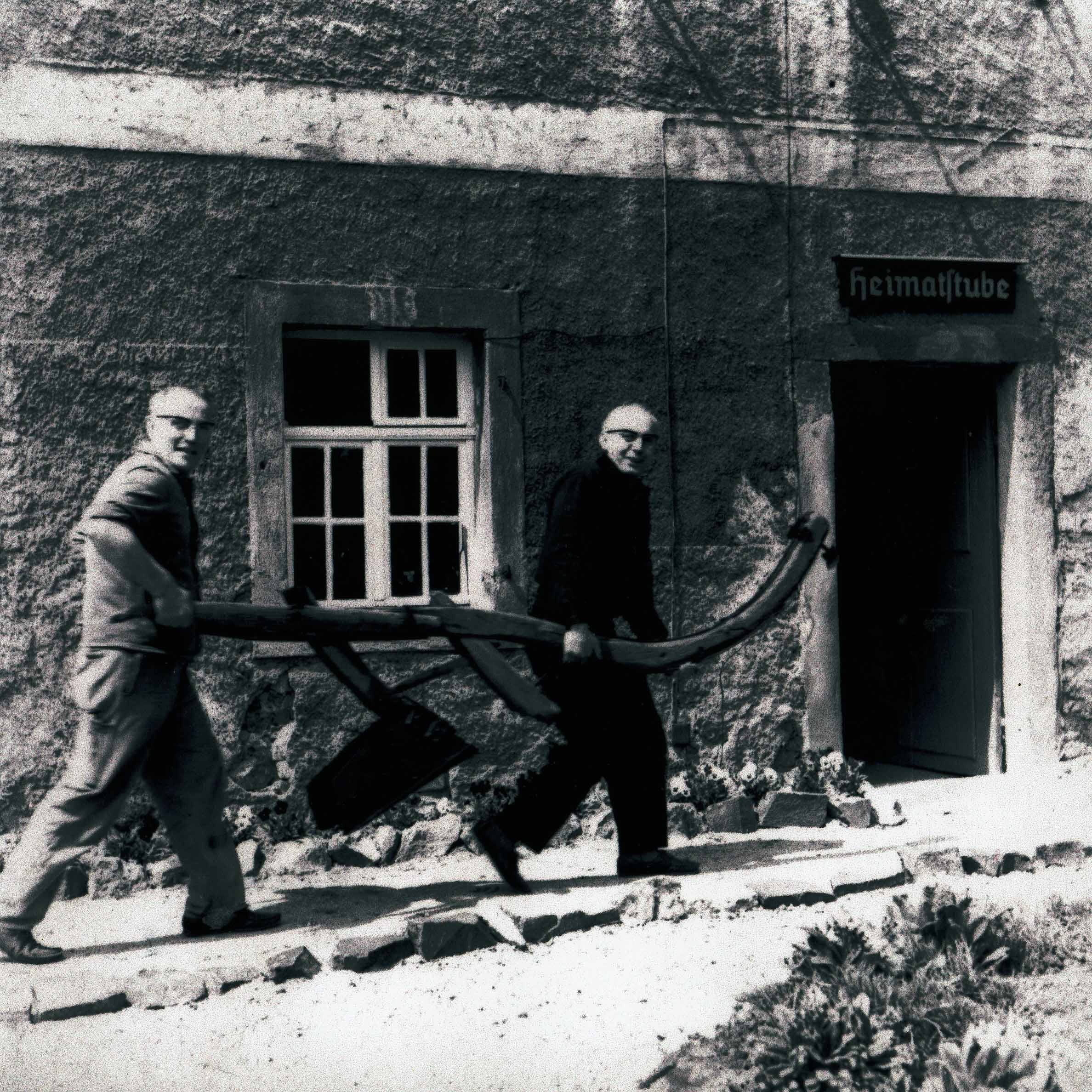
Umzug ins neue Museum 1959

Das Stadtmuseum Mutzschen war ein Stadt- und Heimatmuseum in Mutzschen im Osten des sächsischen Landkreises Leipzig in Sachsen. Untergebracht war es im Schloss Mutzschen und zeigte in zwei Räumen Exponate zur Ur- und Frühgeschichte bis zur unmittelbaren Vergangenheit der Gemeinde, darunter Keramik, Handwerkerutensilien, Exponate zum Schul- und Vereinsleben und zur Feuerwehr, ausschließlich zum ehemaligen Amt Mutzschen und eine Heimatstube, sowie eine kleine Galerie im Grahner-Haus, Grimmaische Straße 4.

## Geschichte
Nach dem Zweiten Weltkrieg war die Not groß. Auch die Kälte wurde zum Problem, deshalb bauten die Menschen im verlandeten Göttwitzsee Torf ab, um diesen zu trocknen und als Brennstoff zu verwenden. So war es möglich, den Menschen zu den auf Marken zugeteilten Braunkohlebriketts zusätzliche Mutzschener Torfsteine zuzuteilen. Beim Torfstechen wurde eine verbogene Feder gefunden, die ein Herr Max Höhne klugerweise nicht wegwarf, sondern ans damalige Landesamt für Archäologie in Dresden gab, die diese als bronzene Kreuzbalkenfibel identifizierten. Danach wurden weitere Funde im Torf aufgefunden, so beschlossen der Baumeister Richard Thierbach, der Lehrer Alfred Leber und der Pionierleiter Willy Zerson, eine Heimatstube einzurichten. Sie erhielten das ehemalige Spritzenhaus, davor Siechen- und Armenhaus in der Berggasse zum Einrichten für ihre Heimatstube. Nach vielen Vorbereitungsarbeiten konnte 1951 die Heimatstube eingerichtet werden. Die Heimatforscherin Renate Sturm-Francke half mit Wissen, Können und Materialien. Zwischen Richard Thierbach und Renate Sturm-Francke entstanden Spannungen über die Verwendung von Fördermitteln und gegensätzliche Auffassungen über die Museumsarbeit, so dass die Heimatstube wieder geschlossen werden sollte. Jutta Barthel war als Vertretung im Januar 1956 an die Mutzschener Schule gekommen. Sie musste später durch familiäre und gesundheitliche Probleme ihre beruflichen Pläne aufgeben und in Mutzschen bleiben. Renate Sturm-Francke überzeugte sie, dass sie als Geschichtslehrerin und Fachberaterin die Heimatstube übernehmen solle, sie würde dabei Unterstützung geben. So übernahm Jutta Barthel die Heimatstube.
Die Heimatstube zog 1959 in den östlichen Teil des Torwächterhauses und in den Hungerturm des Schlosses Mutzschen, der in den folgenden Jahren auch für Sonderausstellungen und kleinen Veranstaltungen genutzt wurde. Die Räume wurden umfangreich gestaltet, leider musste dieser Teil des Gebäudes abgerissen werden, da der nördliche Berghang nach starken Regenfällen ins Rutschen geraten war. Der Hungerturm war mit Hilfe von Schülern gesäubert worden, das ehemalige Verlies wurde freigelegt, ebenso die Wachstube. Sie sollten durch die damalige Jugendherberge, welche im Schloss eingerichtet war, mitgenutzt werden. Nach einigen Jahren gab es eine Übergangslösung im Grahner-Haus, die sehr lange anhielt. Starke Unterstützungen für den Ausbau des Torwächterhauses kamen von den damaligen Mutzschener Bürgermeistern Bernd Hinz, Volker Lämmel und Heinrich Hiersemann. Letzterer sorgte für Baumaßnahmen und Förderung durch eine Stiftung, die Landesstelle für Museumswesen gab sehr große Unterstützung und Hilfe bei der Gestaltung. So konnte Rainer Aurig 1999 bei einer Feier mit der Mutzschener Bevölkerung das Stadtmuseum eröffnen. Viele neue Exponate kamen hinzu. Im Grahner-Haus ist bis heute das umfangreiche Archiv und eine kleine Galerie interessierten Gästen zugänglich. Im Obergeschoss des im Schloss befindlichen Flankierungsturmes werden durch das Heimatmuseum Sonderausstellungen gestaltet, so 2011 im Rahmen der 3. Sächsischen Landesausstellung zum Thema Via Regia.
Viele wissenschaftliche Anfragen wurden seit der Eröffnung beantwortet. Für ihre ehrenamtliche Museumsarbeit erhielt Jutta Barthel den Heimatpreis und 2004 das Verdienstkreuz am Bande des Verdienstordens der BRD.
Die Zukunft des Museums ist aufgrund der schlechten Finanzsituation der sächsischen Kommunen und der fehlenden Perspektive des Schlosses Mutzschen ungewiss. Mit dem Verkauf von Schloss Mutzschen 2016 wurden das Museum geschlossen, und die Museumsbestände wurden ausgelagert.

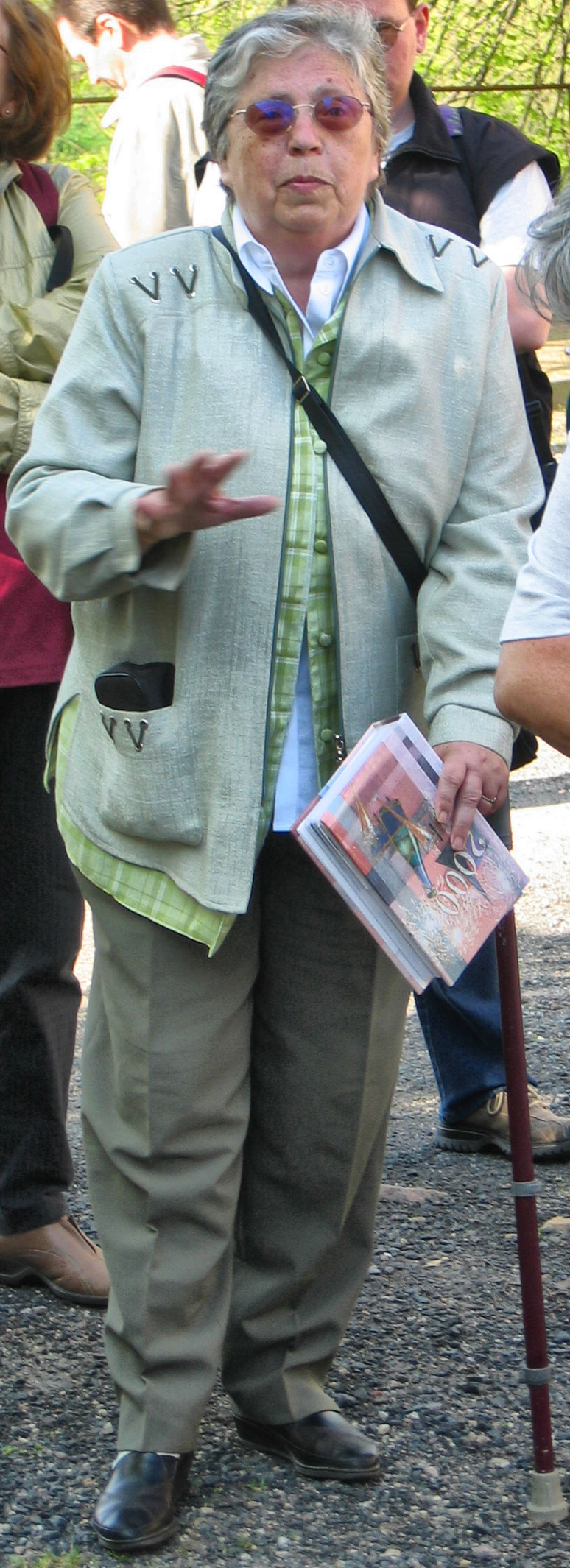
Museumsleiterin Frau Jutta Barthel am 1. Mai 2004

## Ehemalige Ausstellungen
Mori Ogai
Ein Ausstellungsbereich erinnerte an den bedeutenden japanischen Arzt und Schriftsteller Mori Ogai, der 1885 in Mutzschen weilte. Seine Übersetzung von Johann Wolfgang von Goethe ins Japanische verschafften ihm Anerkennung bis in die Gegenwart.
Schatzfund Mutzschen
Im Museum gab es Informationen zu einem der größten Groschenfunde Sachsens aus der Hussitenzeit um 1430, die bei Bauarbeiten 1972 im Stadtkern gefunden wurden.
Gerichtsschwert
Im Museum befand sich das Gerichtsschwert der Mutzschener Gerichtsbarkeit. Dieses Schwert soll eine Replik des Schwertes sein, die Heinrich von Starschedel nach der Überlieferung anlässlich seiner Ernennung zum "Ritter des Jerusalemer Grabes" von Albrecht dem Beherzten überreicht bekommen haben soll.

## Belege
1. ↑  Stadtverwaltung Mutzschen: Amtsblatt Mutzschen. Der Heimatbote. Mutzschen, April 2007, Seite 1, (PDF, 1,02 MB), URL: online (Memento vom 31. Oktober 2010 im Internet Archive), abgerufen am: 24. Februar 2011.
2. ↑  Stadtverwaltung Mutzschen: Amtsblatt Mutzschen. Der Heimatbote. Mutzschen, Mai 2010, Seite 8, (PDF, 1,12 MB), URL: online (Memento vom 31. Oktober 2010 im Internet Archive), abgerufen am: 22. Februar 2011.
3. ↑  Medienservice Sachsen: Ministerpräsident Milbradt übergibt neun Persönlichkeiten den Verdienstorden der Bundesrepublik Deutschland. (vom 17. Dezember 2004, abgerufen am: 24. Februar 2011)

Koordinaten: 51° 15′ 38″ N, 12° 53′ 4″ O